# Onderschepping van het scheepskonvooi voor Gaza

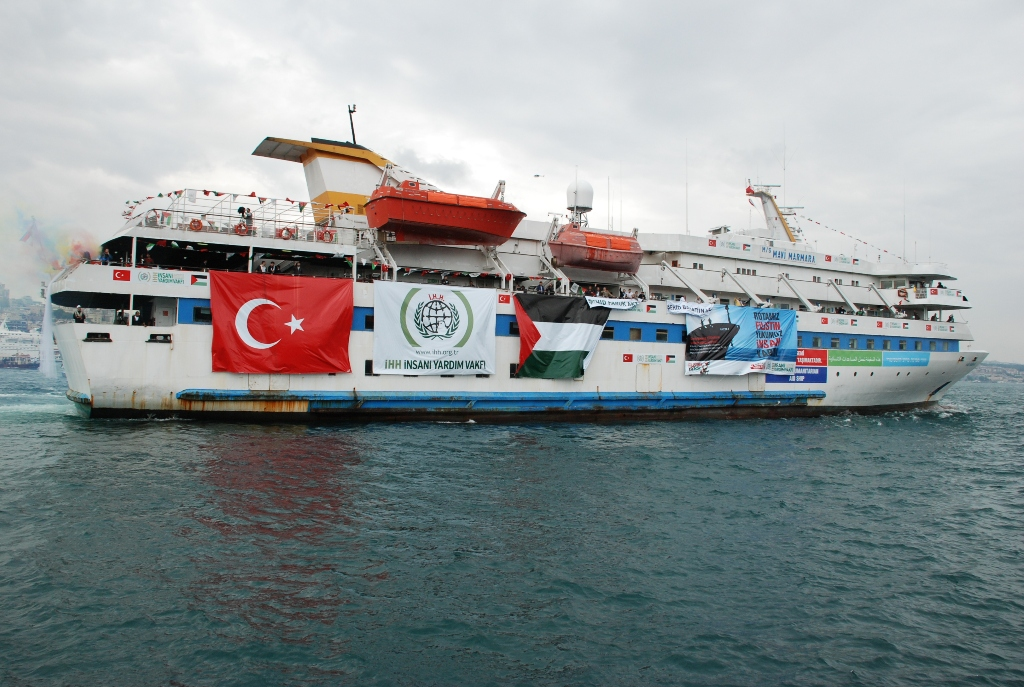
De MS Mavi Marmara, die deelnam aan het konvooi

De onderschepping van het scheepskonvooi voor Gaza vond plaats in internationale wateren in de Middellandse Zee op 31 mei 2010. Israëlische militairen hielden een scheepskonvooi met goederen tegen dat vanuit de wateren rondom Cyprus onderweg was naar Gaza met de bedoeling de blokkade van Gaza te breken en er hulpgoederen af te leveren. Hierbij werden negen Turkse activisten door Israëlische militairen gedood. In maart 2013 bood Israël officieel excuses aan voor de fouten bij de operatie.

## Voorgeschiedenis
Op 25 januari 2006 won Hamas de Palestijnse parlementsverkiezingen. Doordat Fatah deze verkiezingsuitslag niet volledig heeft willen accepteren, bleef het onrustig in de Gazastrook in de loop van dat jaar en begin 2007. In juni 2007 pleegde Hamas een gewelddadige machtsovername waarbij 116 doden en 550 gewonden vielen. Daarop besloten Israël en Egypte de grenzen met de Gazastrook te blokkeren. De omvang van de goederenstroom die de grenzen van Gaza passeert daalde met 75% ten opzichte van de omvang vóór de blokkade. Israël bleef wel hulpgoederen toelaten.
In september 2007 verscherpte Israël de blokkade na raketaanvallen vanuit Gaza op Israëlische steden en dorpen. Eind 2008 leidden deze raketaanvallen tot een Israëlische inval in de Gazastrook. Daar waar de Gazastrook aan Egypte grenst werd door de Palestijnen een groot aantal smokkeltunnels aangelegd; door deze tunnels worden naast levensmiddelen en brandstof ook wapens gesmokkeld. In januari 2010 is Egypte begonnen met het plaatsen van 35 meter diepe damwanden die het gebruik van de smokkeltunnels moet blokkeren.
Vanaf 2008 zijn verschillende pogingen ondernomen om de blokkade van Gaza te doorbreken vanaf de Middellandse Zee. De vloot van mei 2010 was georganiseerd door de Free Gaza Movement en de Turkse Stichting voor Mensenrechten, Vrijheden en Humanitaire Hulp (IHH), en vervoerde onder meer humanitaire hulpmiddelen, medische middelen en bouwmaterialen. Voor de Free Gaza Movement was het de negende poging de zeeblokkade te doorbreken.

## Gebeurtenissen
Voorafgaand aan de aanval werd de vloot gewaarschuwd dat zij niet naar Gaza mocht varen maar dat zij de Israëlische marine moest volgen naar de Israëlische haven Ashdod. Toegestane hulpgoederen zouden dan na inspectie over land naar de Gazastrook worden overgebracht. Na weigering van de vloot om te volgen gingen de Israëli's tot actie over waarbij ze op vijf van de zes schepen weinig tot geen verzet ontmoetten.
Bij het enteren van de Mavi Marmara, een van de schepen gesponsord door de Turks-islamitische organisatie IHH, kwam het wel tot geweld tussen de opvarenden en Israëlische militairen. Hierbij werden negen opvarenden door Israëlische militairen gedood. Bij deze actie raakten verder 34 activisten en 9 militairen gewond. Volgens Israëlische bronnen ging een groep van 30 activisten de Israëli's te lijf met messen en ijzeren staven, werden militairen van het dek geworpen en trachtten de activisten militairen te gijzelen. Hierop openden de militairen het vuur.
De schepen werden opgebracht naar de Israëlische havenstad Ashdod. Hier werden de hulpgoederen voor Gaza uitgeladen en de opvarenden gevangengenomen. Onder internationale druk werden de 682 opvarenden op 2 juni vrijgelaten. De hulpgoederen werden in vrachtwagens geladen en naar de grens met Gaza vervoerd. De Hamas-machthebbers weigerden de goederen door te laten, voordat alle gevangengenomen opvarenden waren vrijgelaten en ook de aangevoerde bouwmaterialen zouden worden overgedragen.

## Reacties
De actie van Israël leidde internationaal tot kritiek en nog dezelfde dag tot een spoedzitting van de Veiligheidsraad. De Israëlische ambassadeurs in onder andere Zweden en Duitsland zijn door de regeringen aldaar om toelichting gevraagd. De VN-veiligheidsraad heeft "daden die leidden tot het verlies van de levens van zeker tien burgers en vele gewonden" veroordeeld en heeft om een onderzoek gevraagd.
Egypte opende als reactie op de gebeurtenissen tijdelijk de grens met de Gazastrook, waardoor hulpgoederen via Egypte konden worden aangevoerd.
Turkije reageerde kwaad op de Israëlische "aanval", waarbij onder andere negen Turkse doden vielen. De Turkse overheid riep haar ambassadeur terug uit Israël en eiste spoedvergaderingen van de VN-Veiligheidsraad en van de NAVO. De Turkse eerste minister Erdoğan sprak van "staatsterrorisme". Geplande militaire oefeningen met Israël werden opgeschort.

## Vermeend geweld en diefstal
Volgens Israël waren de activisten op het schip Mavi Marmara voorbereid op geweld. De Israëlische strijdkrachten hebben video's vrijgegeven die laten zien dat de activisten met geweld de commando's te lijf gingen meteen nadat zij het schip hadden geënterd.
Ook de kapitein van de Mavi Marmara, Mehmet Tubal, heeft aangegeven van tevoren op de hoogte te zijn geweest van het geplande verzet van activisten op het schip en zou getracht hebben hen over te halen van geweld af te zien. De activisten zelf stellen dat zij voordat zij aan boord gingen waren gecontroleerd op het bezit van wapens en dat die niet zijn gevonden en ook Turkse autoriteiten ontkennen dat er wapens aan boord waren aangetroffen.
Later zijn er foto's en video's op internet met beelden van de gebeurtenissen gepubliceerd. Op foto's die in Turkije zijn gepubliceerd zijn activisten te zien met messen en ijzeren staven in hun handen; tevens zijn gewonde Israëlische commando's te zien. Op een andere video zijn beelden zichtbaar van de onderschepping en de gewonden die daarbij vielen.

## Passagiers
Er waren 663 deelnemers op de Gaza-vloot uit 37 landen, waaronder de Zweedse schrijver Henning Mankell, nobelprijswinnares Mairead Corrigan en de voormalig aartsbisschop van de Grieks-katholieke kerk Hilarion Capucci. De twee Nederlanders aan boord waren antropologe Anne de Jong en Amin Abou Rashed, een van de initiatiefnemers van de actie.

## Onderzoeken

### VN-onderzoeksmissie: onaanvaardbaar
In juli 2010 werd door Ban Ki-moon, secretaris-generaal de Verenigde Naties, een missie van experts ingesteld om onderzoek te doen naar de gebeurtenissen rond het scheepskonvooi. De vierhoofdige missie werd geleid door de voormalige premier van Nieuw-Zeeland, Geoffrey Palmer. Op 2 augustus besloot de Israëlische regering onder internationale druk een Israëli af te vaardigen naar deze missie. Netanyahu motiveerde de beslissing door te verklaren dat Israël 'niets te verbergen' heeft.
In het op 2 september 2011 uitgebrachte rapport sprak de missie uit dat de Israëlische zeeblokkade van Gaza legaal geacht moest worden, en dat de poging om met dit konvooi de blokkade te verbreken "roekeloos' was. De beslissing van Israël om op grote afstand van de blokkeringszone met zoveel geweld aan boord van de schepen te gaan werd echter bestempeld als "excessief en onredelijk". Volgens het rapport heeft een groep passagiers van het schip Mavi Marmara gewelddadig verzet geboden en enkele Israëlische militairen mishandeld en in gevaar gebracht, hetgeen gebruik van geweld door de militairen om zichzelf te beschermen rechtvaardigde, maar was het toegepaste geweld waarbij negen opvarenden werden gedood "onaanvaardbaar". Voor geen van de negen slachtoffers had Israël een bevredigende uitleg gegeven, evenmin als voor het gerechtelijk bewijsmateriaal waaruit bleek dat op verschillende opvarenden vele malen was geschoten, ook in de rug of van zeer nabij. Er was "geen bewijs geleverd" dat een of meer van de gedode opvarenden een dodelijk wapen hadden. Verder sprak het rapport uit dat na de entering overlevende opvarenden waren blootgesteld aan fysieke mishandeling, intimidatie, ongerechtvaardigde ontneming van bezittingen en ontzegging van consulaire bijstand.

### VN-Mensenrechtenraad
De Mensenrechtenraad van de Verenigde Naties heeft een eigen onderzoekmissie ingesteld onder leiding van Karl Hudson-Phillips, voormalig rechter bij het Internationaal Strafhof. Er werden meer dan 100 getuigen gehoord in Groot-Brittannië, Jordanië, Turkije en Zwitserland. Niet in Israël, aangezien Israël dat niet toestond. De missie publiceerde haar bevindingen op 22 september 2010. Hierin werd de Israëlische actie veroordeeld als "onwettig", "buiten proporties" en van een "onaanvaardbaar niveau van wreedheid". Israël en de Verenigde Staten kritiseerden dit rapport als "eenzijdig". Andere westerse landen, waaronder Zwitserland, spraken daarentegen de hoop uit dat het afzonderlijke VN-onderzoek dat op initiatief van Ban Ki-moon ingesteld wordt met de analyse en conclusies van dit rapport rekening zou houden. Voorzitter Hudson-Phillips van de onderzoeksmissie verwierp Israëls bewering dat de activisten gewapend waren: "Behalve enkele katapulten zijn er op geen van de schepen van het konvooi aanvalswapens aan boord gebracht".

### Onderzoek door Israël
Een door de regering van Israël ingestelde burgercommissie die de gebeurtenissen onderzocht (de commissie-Türkel) kwam in januari 2011 naar buiten met de conclusie dat de actie tegen het konvooi wettig en in overeenstemming met het internationale recht was. De geweldshandelingen van de militairen werden als zelfverdediging gekenschetst. Ook de blokkade van de Gazastrook zou niet in strijd met het internationale recht zijn.

### Klacht Comoren
Op 14 mei 2013 dienden de Comoren bij het Internationaal Strafhof (ICC) een verzoek om een strafrechtelijk onderzoek in. Het Turkse schip Mavi Marmara voer onder Comorese vlag, en was daarmee volkenrechtelijk gezien Comorees grondgebied. In november 2014 besloot het ICC negatief op het verzoek van de Comoren om vervolging tegen de Israëlische staat in te stellen. Het hof vond wel dat er mogelijk sprake was van oorlogsmisdaden maar achtte ze niet ernstig genoeg voor vervolging.

## Rechtsvervolging militairen in Turkije
Justitie in Turkije kondigde in mei 2012 aan vier hoge Israëlische militairen bij verstek te zullen vervolgen voor de aanval op het hulpkonvooi. Het gaat om de toenmalige opperbevelhebber van de Israëlische strijdkrachten, Gabi Ashkenazi, de oud-bevelhebber van de marine Eliezer Marom, ex-inlichtingenofficier Amos Yadlin en voormalig luchtmachtbevelhebber Avishai Lev. Ze kunnen een straf krijgen van negen keer levenslang. Israël gaat de militairen echter niet uitleveren aan Turkije. Eind mei 2014 beval een Turkse rechter de arrestatie van de vier commandanten.

## Excuses van Israël
Op 22 maart 2013 verontschuldigde de Israëlische premier Netanyahu zich bij de Turkse premier Recep Tayyip Erdogan voor de fouten bij de uitvoering van de operatie. Ook bood hij compensatie aan voor de families van de slachtoffers. Dit gebeurde tijdens een bezoek van de Amerikaanse president Barack Obama aan Israël. Amerika had op deze stap aangedrongen. De excuses werden door de Turkse regering aanvaard en luidden een herstel van de diplomatieke banden tussen de twee landen in. Er was echter ook scepsis en kritiek te horen ten aanzien van de excuses.